# 珍妮佛·道格倫
珍妮佛·道格倫（英語：Jennifer Dahlgren，1984年4月21日—）是一名阿根廷田徑運動員，曾代表國家參加2012年倫敦奧運的田徑女子鏈球比賽，並未獲得獎牌。她也曾獲得2007年泛美運動會女子鏈球銅牌。